# سمیریتسه
سمیریتسه (به لاتین: Smiřice) یک منطقهٔ مسکونی در جمهوری چک است که در ناحیه هرادتس کرالووه واقع شده‌است. سمیریتسه ۲٬۹۳۱ نفر جمعیت دارد.